# Johannes Adam Simon Oertel
Johannes Adam Simon Oertel, né le 3 novembre 1823 à Fürth (Bavière) et mort le 9 décembre 1909 à Vienna (Virginie), est un ecclésiastique épiscopal et un artiste peintre germano-américain.

## Biographie
Johannes Adam Simon Oertel, né le 3 novembre 1823 à Fürth, est le fils Thomas Friedrich et de Maria Magdalena Mennensdorfer Oertel. Il étudie la peinture et la gravure auprès de Johannes Michael Enzing-Müller à Munich.
En 1848, avec ses parents et deux frères, il déménage à Newark aux États-Unis.
En 1871, il devient prêtre épiscopal.
Johannes Adam Simon Oertel meurt le 9 décembre 1909 à Vienna (Virginie).